# Leptotrichiaceae
Leptotrichiaceae es una familia de bacterias gramnegativas anaerobias obligadas o facultativas que se caracterizan por ser inmóviles y fermentativas. La unidad de este grupo está definida por la filogenia del gen del ARNr 16S.
Leptotrichiaceae es una familia poco estudiada dentro de las fusobacterias. Habitan en cavidades orales, tractos gastrointestinales o urogenitales de humanos y animales, colonizando las mucosas. Cuando invaden otros tejidos pueden producir patogenias, como en el caso de Streptobacillus moniliformis, causante de la fiebre por mordedura de rata. Pueden llegar a producir enfermedades graves e incluso mortales.
En la fermentación se usan carbohidratos para producir varios ácidos orgánicos como el ácido láctico, acético, fórmico o succínico, dependiendo del sustrato y la especie. Muchas especies son exigentes y requieren suero, sangre u otros factores nutricionales para su crecimiento.